# Xã Silver Creek, Quận Wright, Minnesota
Xã Silver Creek (tiếng Anh: Silver Creek Township) là một xã thuộc quận Wright, tiểu bang Minnesota, Hoa Kỳ. Năm 2010, dân số của xã này là 2.335 người.
Silver Creek Township nằm ở phía bắc của quận và có địa hình chủ yếu là vùng nông thôn với nhiều hồ nhỏ và đất rừng. Khu vực này chủ yếu phát triển về nông nghiệp, lâm nghiệp và nhà ở dân cư thưa thớt. Trong xã có nhiều đường giao thông nông thôn kết nối với các thị trấn lân cận như Maple Lake và Monticello. Xã cũng có một số khu vực bảo tồn tự nhiên nhỏ phục vụ cho mục đích giải trí và sinh thái học.